# センタミザン・シーマン
センタミザン・シーマン（英語: Senthamizhan Seeman、1966年11月8日 - ）はインドの俳優、映画監督、政治家。タミル人の政治家であり、映画監督兼俳優である 。現在、S. P. アディタナルが創設した 我らはタミル党を率いている 。タミル国家について話しており、タミル人がタミル・ナードゥを支配すべきだと主張している       。